# Victoria perornata
Victoria perornata là một loài bướm đêm trong họ Geometridae.